# Педру Энрике де Браганса и Линь де Соуза
Педру Энрике де Браганса Соуза Тавареш Маскареньяш да Силва (порт. Pedro Henrique de Bragança e Ligne de Sousa Tavares Mascarenhas da Silva; 19 января 1718 — 26 июня 1761) — португальский аристократ и интеллектуал, занимавший должность судебного секретаря королей Жуана V и Жозе I. Один из кандидатов на руку инфанты Марии Португальской.

## Биография
Родился 19 января 1718 года в Лиссабоне. Старший сын инфанта Мигеля де Брагансы (1699—1724) и Луизы Антонии Казимиры де Соуза Нассау-э-Линь (1694—1729). Он был крещен 17 февраля 1718 года во дворце герцогов Лафойнш (Паласио де Грило) лиссабонским патриархом Томашом де Алмейдой. Его крестным отцом был его дядя, король Португалии Жуан V. В день крещения Педру Энрике де Брагансе был пожаловал титул герцога де Лафойнша.
В марте 1729 года после смерти своей матери Педру Энрике де Браганса унаследовал титул 7-го графа де Миранда-ду-Корву. В декабре 1743 года после смерти своей бабки по материнской линии он унаследовал титул 3-го маркиза де Арронша.
Педро Энрике де Браганса получил привилегированное образование во всех аспектах знаний. Свободно владея несколькими европейскими, а также азиатскими языками, он также является специалистом по церковной и светской истории, как национальной, так и других государств, что позволяет ему приобретать разносторонние знания.
В 1749 году Педру Энрике де Браганса был назначен судебным секретарем королевства. Он приказал не только одеть всех заключенных, у которых были одни лохмотья, но и выплатить все их долги, потратив на этот подвиг около 12 000 крузадос.
Во время землетрясения 1 ноября 1755 года в Лиссабоне Педро Энрике де Браганса не пожалел сил, чтобы помочь восстановиться после хаоса, внезапно охватившего весь город Лиссабон и его окрестности.
Хотя он никогда не был женат, у герцога были романтические отношения с Луизой Кларой Португальской (1702—1779), от которой родилась Ана де Браганса.
Педро Энрике де Браганса заболел через год после землетрясения, вероятно, из-за его неустанных усилий по восстановлению Лиссабона, регулярной перевозки трупов. Герцог болел четыре года, прежде чем умереть, и последний год провел в изгнании со двора короля Жозе I в Кинта-де-Альприате за отказ посетить свадьбу инфанты Марии и её дяди Педру. Его тело было похоронено в монастыре Санта-Катарина-де-Рибамар.